# Son of Monarchs
Pour plus de détails, voir Fiche technique et Distribution.
Son of Monarchs (Hijo de Monarcas) est un film dramatique américano-mexicain réalisé et écrit par Alexis Gambis et sorti en 2020.
Le film met en vedette Tenoch Huerta Mejía, Alexia Rasmussen, Lázaro Gabino Rodríguez, Noé Hernández, Paulina Gaitán et William Mapother.
Le film est présenté en première mondiale au Festival international du film de Morelia 2020, suivi d'une projection au Festival du film de Sundance 2021 le 29 janvier 2021.

## Synopsis
Après la mort de sa grand-mère, un biologiste mexicain vivant à New York retourne dans sa ville natale nichée dans les majestueuses forêts de papillons monarques du Michoacán après de nombreuses années. Le voyage l'oblige à affronter les traumatismes du passé et à réfléchir sur sa nouvelle identité hybride, le lançant dans une métamorphose personnelle et spirituelle.

## Fiche technique
- Titre original : Son of Monarchs
- Titre en espagnol : Hijo de Monarcas
- Réalisation : Alexis Gambis
- Scénario : Alexis Gambis
- Photographie : Alejandro Mejía
- Montage : Alexis Gambis, Èlia Gasull Balada
- Musique : Cristóbal Maryán
- Costumes : Jessica Ray Harrison, Lupita Peckinpah
- Pays de production : États-Unis, Mexique
- Langue originale : américano
- Format :
- Genre : dramatique
- Durée : 97 minutes
- Date de sortie :  
  - Mexique : 1er novembre 2020 (Festival Internacional de Cine de Morelia)

## Distribution
- William Mapother : Bob
- Paulina Gaitán : Brisa
- Tenoch Huerta : Mendel
- Electra Avellan : Lucia
- Noé Hernández : Simon
- Angélica Aragón : Doña Lola
- Alexia Rasmussen : Sarah

## Release
Le film fait sa première au Festival du film de Sundance 2021 le 29 janvier 2021 dans la section Next, où il remporte le prix Alfred P. Sloan. Le film est récupéré par WarnerMedia et sort en salles et sur HBO Max le 15 octobre 2021.